# ディキンソン郡 (ミシガン州)
ディキンソン郡（英: Dickinson County）は、アメリカ合衆国ミシガン州アッパー半島の西部に位置する郡である。1891年にマーケット郡、メノミニー郡、アイアン郡の一部を合わせて設立された州内では最も新しい郡である。郡名は民主党員で、グロバー・クリーブランド大統領の政権で郵政長官を務めたドン・M・ディキンソンに因んで名付けられた。2010年国勢調査での人口は26,168人であり、2000年の27,472人から4.7%減少した。郡庁所在地はアイアンマウンテン市（人口7,624人）であり、同郡で人口最大の都市でもある。
ディキンソン郡はウィスコンシン州にも跨るアイアンマウンテン小都市圏に属している。

## 地理
アメリカ合衆国国勢調査局に拠れば、郡域全面積は777.12平方マイル (2,012.7 km2)であり、このうち陸地766.34平方マイル (1,984.8 km2)、水域は10.78平方マイル (27.9 km2)で水域率は1.39%である。

### 主要高規格道路
- アメリカ国道2号線
- アメリカ国道8号線
- アメリカ国道141号線
- ミシガン州道69号線
- ミシガン州道95号線
- ディキンソン郡道69号線

### 隣接する郡
- マーケット郡 - 北
- メノミニー郡 - 南東
- マリネット郡 (ウィスコンシン州) - 南
- フローレンス郡 (ウィスコンシン州) - 南西
- アイアン郡 - 西

## 人口動態
以下は2010年の国勢調査による人口統計データである。
| 基礎データ - 人口: 26,168人 - 世帯数: 11,359 世帯 - 家族数: 7,320 家族 - 人口密度: 13人/km2（34人/mi2） - 住居数: 13,990軒 - 住居密度: 7軒/km2（18軒/mi2） 人種別人口構成 - 白人: 96.6% - アフリカン・アメリカン: 0.3% - ネイティブ・アメリカン: 0.5% - アジア人: 0.5% - その他の人種: 0.0% - 混血: 1.1% - ヒスパニック・ラテン系: 1.0% | 年齢別人口構成 - 18歳未満: 21.4% - 18-24歳: 6.7% - 25-44歳: 21.3% - 45-64歳: 31.6% - 65歳以上: 19.0% - 年齢の中央値: 45歳 - 性比（女性100人あたり男性の人口） - 総人口: 96.9 - 18歳以上: 94.7 世帯と家族（対世帯数） - 18歳未満の子供がいる: 26.5% - 結婚・同居している夫婦: 51.0% - 未婚・離婚・死別女性が世帯主: 9.0% - 非家族世帯: 35.6% - 単身世帯: 30.6% - 平均構成人数 - 世帯: 2.26人 - 家族: 2.80人 収入と家計 - 収入の中央値 - 世帯: 42,331米ドル - 家族: 52,222米ドル - 性別 - 男性: 31,402米ドル - 女性: 14,957米ドル - 人口1人あたり収入: 22,583米ドル - 貧困線以下 - 対人口: 10.9% - 対家族数: 3.4% - 18歳未満: 11.4% - 65歳以上: 11.3% |

### 収入

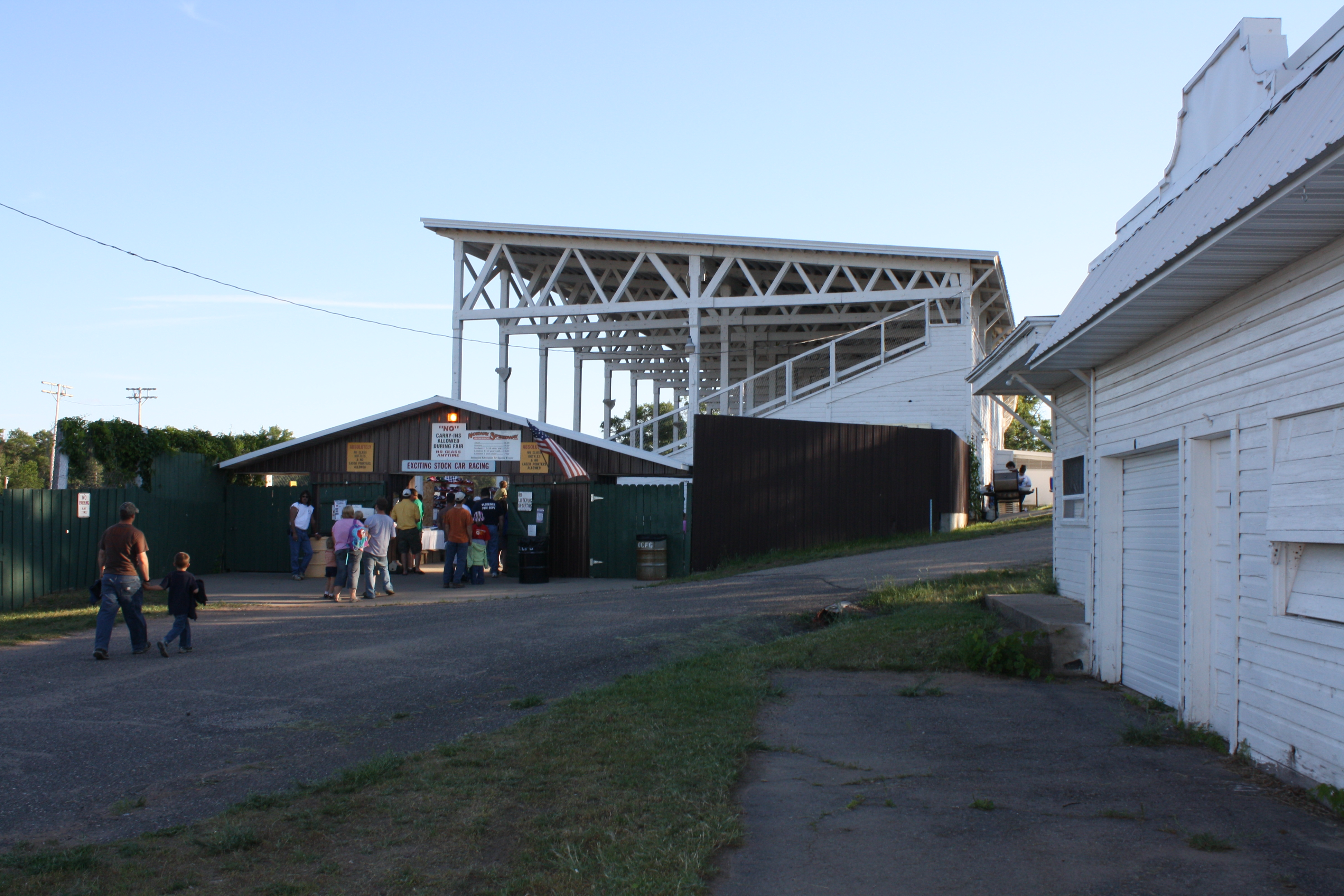
ディキンソン郡催事広場

## 郡政府
郡政府は郡監獄の運営、地方道の維持、地方裁判所の運営、権利譲渡と抵当権設定記録など重要記録の維持、公衆衛生規制の管理、福祉など社会サービスの項目で州の施策への参加を行う。郡政委員会は予算を管理するが、法や条例を作るのは限定付き権限である。ミシガン州では、警察と消防、建設と区画割、税評価、街路維持など地方政府の大半機能は個々の都市と郡区の責任である。2006年の住民投票では、州憲法の修正提案である差別是正措置を禁じる提案を74.2%の支持で賛成した。

## 郡区
ディキンソン郡は下記7つの郡区に分割されている。
| - ブリーン - ブライトゥング | - フェルチ - ノーウェイ | - サゴラ - ウォースダー | - ウェストブランチ |

## 都市と町
- アイアンマウンテン - 郡庁所在地
- キングスフォード
- ノーウェイ

### 未編入の町
| - アルフレッド - アントイン、現在はアイアンマウンテン市内、近くのアントイン湖から命名 - チャニング - イーストキングスフォード - フェルチ - フェルチマウンテン | - フラッドウッド - フォスターシティ - グラニットブラフ - ハードウッド - ハイラス - ロレット - メリマン - メトロポリタン | - クインセック - ラルフ - ランドビル - サゴラ - スキッドモア - スプルース、シカゴ・アンド・ノースウェスタン鉄道の元停車駅、メトロポリタンの東約3マイル (5 km) | - セオドア - ターナー、エスカンダ・アンド・レイク・スペリオル鉄道の元停車駅、ラルフの西約6マイル (10 km) - バルカン - ウォースダー |